# Saint-Germain-des-Fossés
Saint-Germain-des-Fossés is een gemeente in het Franse departement Allier (regio Auvergne-Rhône-Alpes). De plaats maakt deel uit van het arrondissement Vichy. Saint-Germain-des-Fossés telde op 1 januari 2022 3.600 inwoners.

## Geschiedenis
In de middeleeuwen was Saint-Germain een versterkte stad. Langs drie zijden werd de stad verdedigd door de Allier en haar zijrivier, de Mourgon. De vroegere loop van de Allier lag aan de voet van het kasteel van Saint-Germain, dat zeker al in de twaalfde eeuw maar waarschijnlijk ook vroeger werd gebouwd. In de zestiende eeuw werd dit kasteel gemoderniseerd en het werd een van de mooiste woonkastelen van de Bourbonnais. Maar reeds in diezelfde eeuw werd het kasteel verlaten en de kasteelruïne werd in 1772 afgebroken. Aan de voet van het kasteel was er een rivierhaven op de Allier, die bloeide in de achttiende eeuw. In de negentiende eeuw kreeg de gemeente een treinstation. Saint-Germain-des-Fossés werd een spoorwegknooppunt en veel spoorwegarbeiders vestigden zich in de gemeente. In 1937 woonden er bijna 800 spoorwegarbeiders in de gemeente en 80% van de bevolking was afhankelijk van de spoorweg. Na de oorlog met de elektrificatie van het spoorwegnetwerk gingen veel van deze banen verloren.

## Geografie
De oppervlakte van Saint-Germain-des-Fossés bedroeg op 1 januari 2022 8,3 vierkante kilometer; de bevolkingsdichtheid was toen 433,7 inwoners per km². De plaats ligt aan de Allier.
De onderstaande kaart toont de ligging van Saint-Germain-des-Fossés met de belangrijkste infrastructuur en aangrenzende gemeenten.

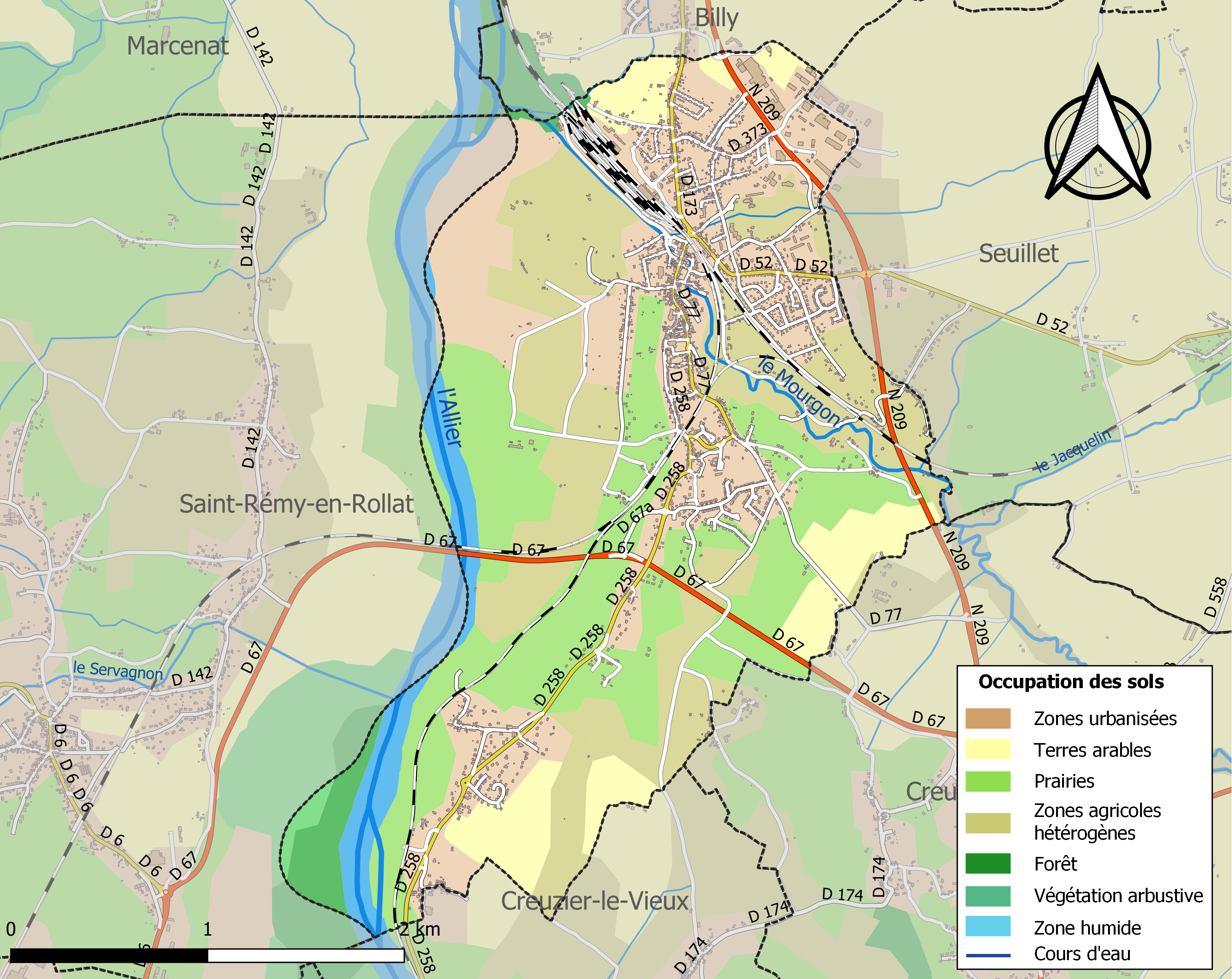

## Verkeer en vervoer
In de gemeente ligt spoorwegstation Saint-Germain-des-Fossés.

## Demografie
Onderstaande figuur toont het verloop van het inwonertal (bron: INSEE-tellingen).
Vanwege een beveiligingsprobleem met de MediaWiki Graph-software is het momenteel niet mogelijk deze grafiek weer te geven. Zodra de software is bijgewerkt zal de grafiek vanzelf weer zichtbaar worden.

## Bezienswaardigheden
Ten zuiden van het oude stadscentrum ligt de voormalige Notre-Damepriorij. De romaanse kerk van de priorij werd gebouwd in de twaalfde eeuw en werd in 1969 beschermd als monument historique. In de kerk zijn dertiende-eeuwse muurschilderingen bewaard gebleven. Naast de kerk liggen de voormalige kloostergebouwen en het oude kerkhof. De Notre-Dame was een mariaal bedevaartsoord en deed ook dienst als parochiekerk. Deze rollen werden overgenomen door de twintigste-eeuwse Notre-Damebasiliek. De basiliek werd gebouwd op de vroegere bedding van de Allier in het centrum van de stad. De kerk in art-decostijl bevat een vijftiende-eeuwse polychrome piëta in steen.

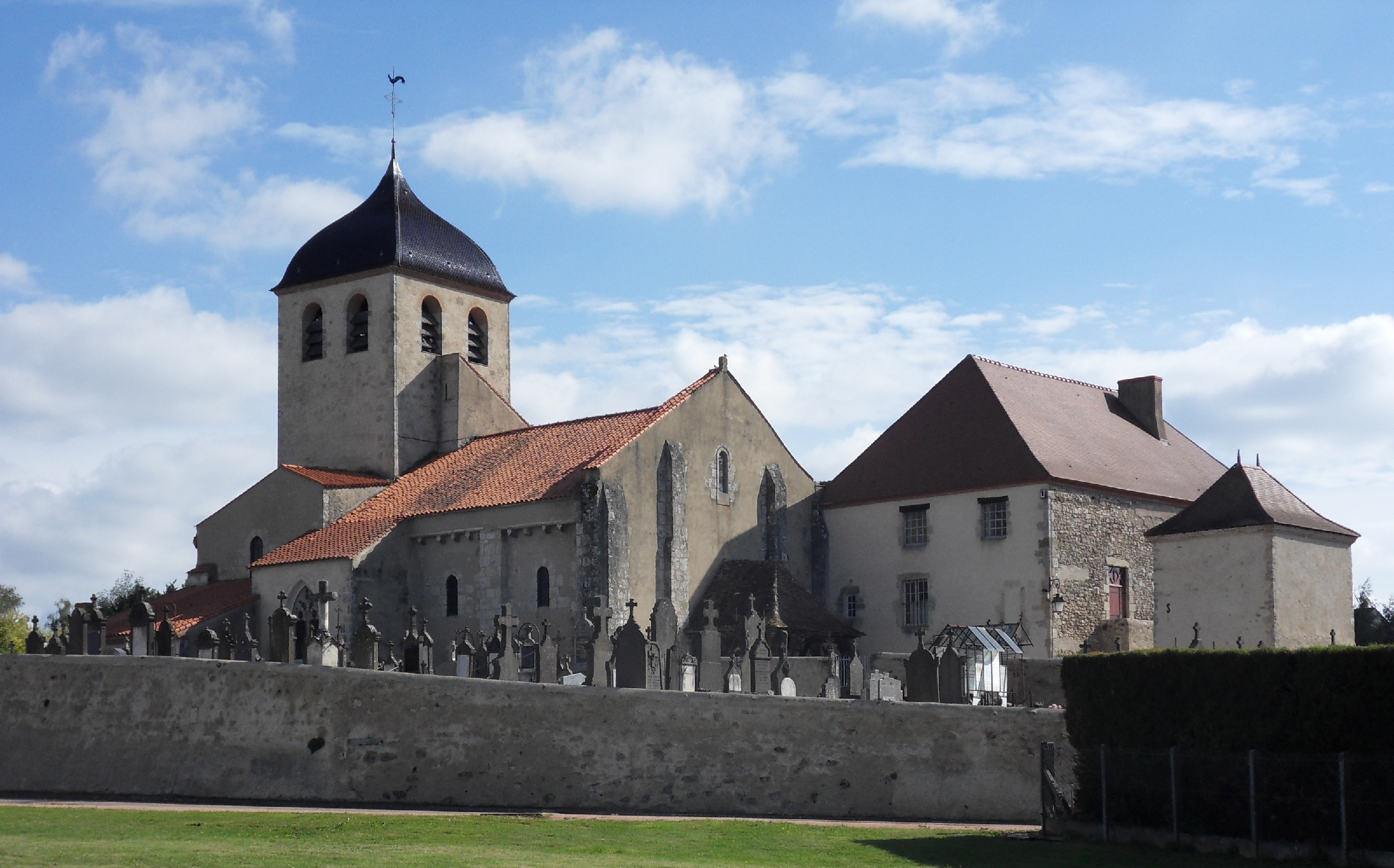
Notre-Damepriorij
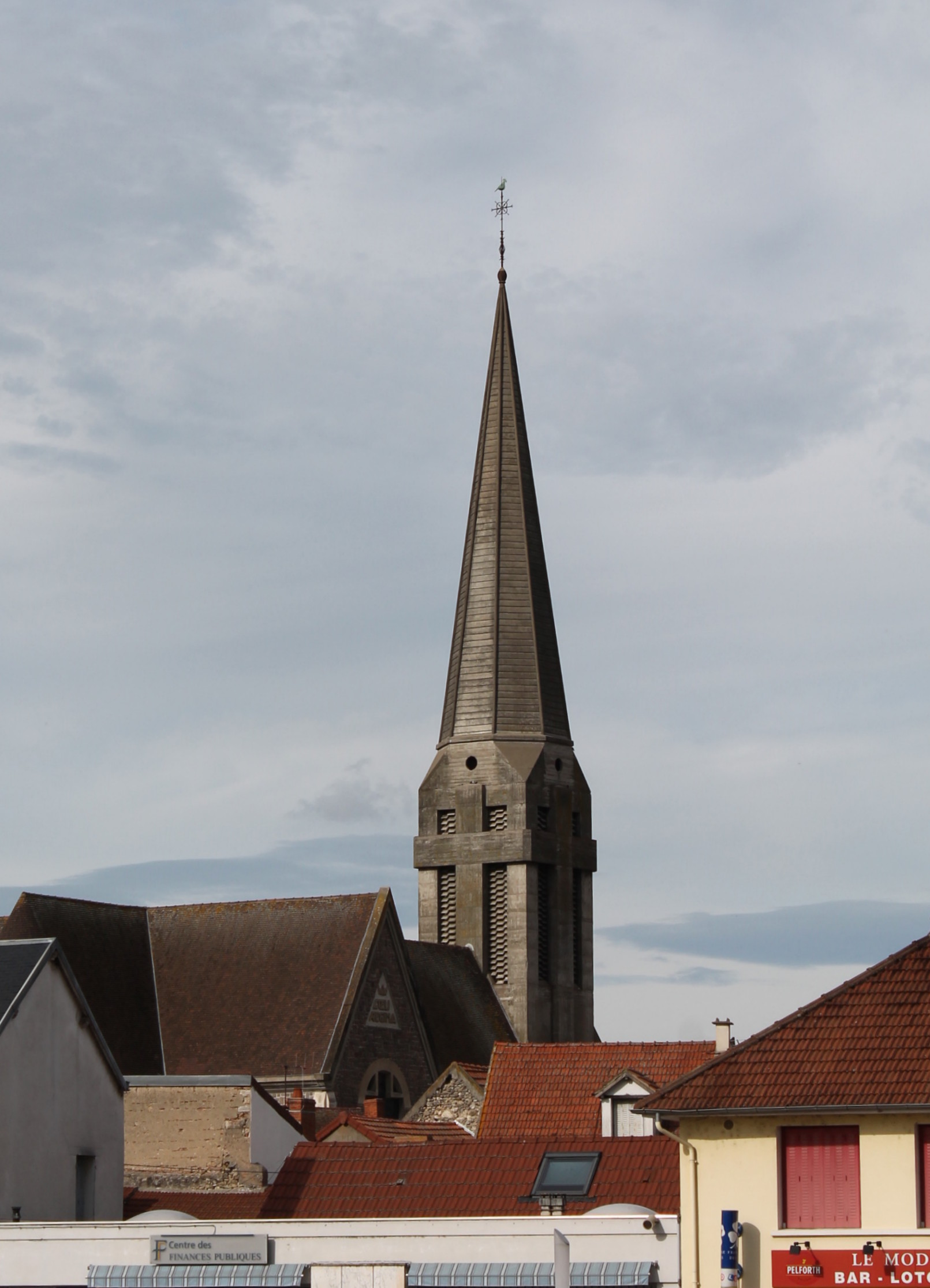
Toren van de Notre-Damebasiliek